# Daniel F. Lafean

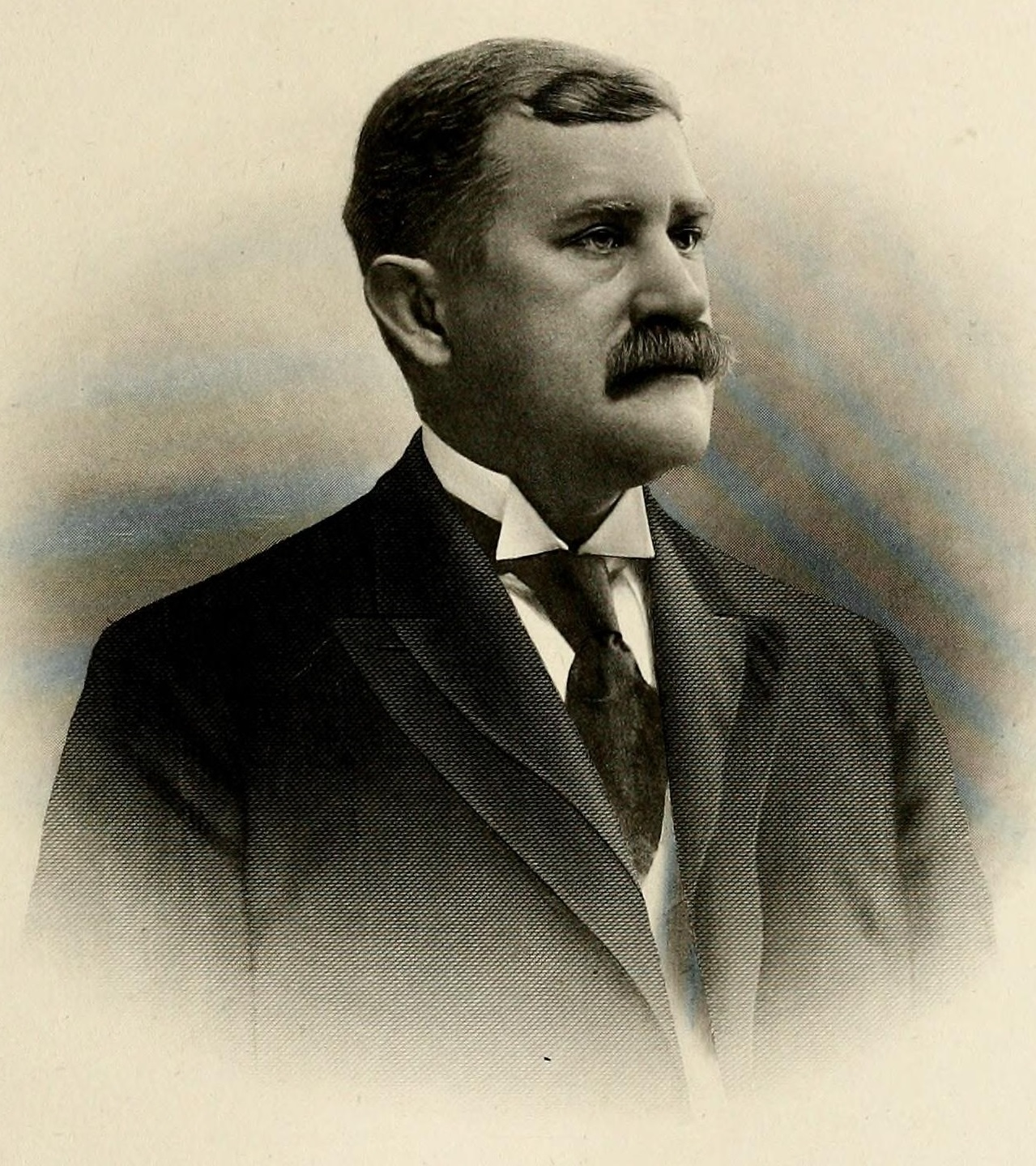
Daniel F. Lafean

Daniel Franklin Lafean (* 7. Februar 1861 in York, Pennsylvania; † 18. April 1922 in Philadelphia, Pennsylvania) war ein US-amerikanischer Politiker. Zwischen 1903 und 1913 sowie nochmals von 1915 bis 1917 vertrat er den Bundesstaat Pennsylvania im US-Repräsentantenhaus.

## Werdegang
Daniel Lafean besuchte die öffentlichen Schulen seiner Heimat und arbeitete danach in der Süßwarenherstellung und im Bankgewerbe. Er wurde Direktor des Gettysburg College und Kurator des Gettysburg Seminary. Politisch schloss er sich der Republikanischen Partei an. Bei den Kongresswahlen des Jahres 1902 wurde Lafean im 20. Wahlbezirk von Pennsylvania in das US-Repräsentantenhaus in Washington, D.C. gewählt, wo er am 4. März 1903 die Nachfolge von Alvin Evans antrat. Nach vier Wiederwahlen konnte er bis zum 3. März 1913 fünf Legislaturperioden im Kongress absolvieren. Im Jahr 1912 wurde er nicht wiedergewählt.
Bei den Wahlen des Jahres 1914 wurde Lafean im damals staatsweiten Distrikt erneut in den Kongress gewählt, wo er zwischen dem 4. März 1915 und dem 3. März 1917 als Nachfolger von Anderson Howell Walters eine weitere Legislaturperiode verbringen konnte. Im Jahr 1916 verzichtete er auf eine weitere Kandidatur. 1917 wurde Lafean zum Bankbeauftragten der Staatsregierung von Pennsylvania ernannt. Danach ist er politisch nicht mehr in Erscheinung getreten. Er starb am 18. April 1922 in Philadelphia und wurde in seiner Heimatstadt York beigesetzt.